# Rørosmuseet
Rørosmuseet er en stiftelse som varetager og udvikler de kulturhistoriske værdier i Røros-distriktet. Museet har et specielt ansvar for verdensarven Røros, sydsamisk kulturhistorie, minehistorie og bygningsværn.
Rørosmuseet har en betydelig samling af genstande, foto, kort, tegninger og arkivmateriale fra minebyen Røros og bygderne i det omkringliggende område. Arbejdet med at opbygge de kulturhistoriske samlinger tpg til i 1930, da Røros Museumsforening blev stiftet. En stor udstilling blev holdt på Aasen-gården i sommeren 1930. 25 år senere fik museet permanente lokaler til samlingen i stenhuset ved Doktortjønna. I 1988 blev samlingen flyttet til den nye museumsbygning i Smelthytta. Den oprinnelige Smeltehytta brændte i 1975 og Sverre Fehn tegnede en nyt bygning som skulle stå på samme sted - i stedet for Fehns byggeri blev det rejst en kopi af den gamle Smeltehytta.
En del af Rørosmuseets samlinger har tilhørt Røros Kobberverk. Det drejer sig om kobberværkets historiske genstandssamling, en del af værksarkivet og genstande, som museet overtog da virksomheden blev nedlagt i 1977.
I tillæg til omkring 30 bygninger som er i museets eje, forvalter museet 57 bygninger og ca. 50 tekniske anlæg, eller rester af anlæg, i statens eje efter Røros Kobberverk.
Rørosmuseet har tre besøgssteder som er åbne for publikum: Smelthytta, Olavsgruva og Sleggveien.